# Рабинович, Самуил Исаакович
Самуил Исаакович Рабинович (1905—1982) — советский учёный в области электротехники, лауреат Ленинской и государственных премий.

## Биография
Родился 31 мая 1905 года в Борисоглебске, Воронежской области Российской Федерации.
Окончил ГЭМИКШ (Государственный электромашиностроительный институт имени Я. Ф. Каган-Шабшая) (1926).
В 1926−1960 годах работал на Московском трансформаторном заводе: инженер, с 1935 начальник проектного бюро, с 1939 главный конструктор.
С 1960 по 1971 год, главный специалист по трансформаторостроению Госэкономсовета и Госплана СССР.
С 1971 по 1979 год, старший научный сотрудник ВЭИ.
Участвовал в создании новых трансформаторных заводов СССР.
Умер 14 апреля 1982 года, в Москве.

## Семья
Сын — Рабинович Роман Самуилович (родился 17 августа 1938 года, проживает в Сиднее с декабря 1994 года), до 1991 г. старший научный сотрудник ВНИИЭ.

## Награды
Сталинская премия 1946 года — за грозоупорные трансформаторы.
Ленинская премия 1962 года — за оборудование на напряжение 500 кВ.
Государственная премия СССР 1978 года — за разработку и внедрение мощных автотрансформаторов высокого напряжения.
Умер 14 апреля 1982 года, в Москве.